# Абдулах Јусуф Азам
Абдулах Јусуф Азам (арап. عبدالله عزام; ‎1941 — Пешавар, 24. новембар 1989) је био утицајни палестински шеик, Исламски-суни теолог који је приповедао одбрамбени џихад код муслимана како би се помогло авганским муџахединима против Совјетског Савеза. Он је сакупљао новац, регрутовао и организовао добровољце против Совјетске окупације Авганистана.
Познат је и као учитељ и ментор Осаме бин Ладена, који га је убедио да оде у Авганистан и да помогне џихад. Убијен је у експлозији бомбе 24. новембра 1989. године.

## Биографија
Абдулах Јусуф Азам рођен је 1941. године на територији Западне обале која се тада налазила под британском управом.
Након завршетка основне и средње школе, студирао је пољопривреду на Кходори институту. Године 1961, са 20 године оженио је дванаестогодишњу Уму Мухамад. Након тога је уписао шеријатско право на Универзитету у Дамаску.

### У Јордану и Египту
Као свршени студент шеријатског права на универзитету у Дамаску, он се, после израелског запоседања западне обале Јордана (1967), нашао у колонама Палестинаца које су уточиште потражиле у Јордану и убрзо је ступио у Удружењу муслиманске браће. Азам се брзо разочарао покретом: испоставило се да су политику и акције ПЛО-а, уз секуларне социјалдемократске националисте из Фатаха, усмеравале, уз подршку Совјетског Савеза, још и бројне друге палестинске групе марксистичког, па чак и маоистичко-комунистичког усмерења.
Он је заговарао „братски“ панисламски и мултинационални покрет који би радикално изменио мапу Блиског истока кројену по диктату хришћанских колонијалних сила. У међувремену, Палестинци су се у Јордану улазили у конфликт са јорданском полицијом и војском, а до ескалације је дошло у септембру 1970. кад је војска јорданског краља Хусеина, уз помоћ Пакистана и Ирака, па и САД и Израела, после десетак дана крвавих борби прогнала Палестинце у Либан, уз више хиљада жртава.
Јусуф Азам одлази на даље студије на универзитет Ал Азхар у Каиро, где се среће са Омаром Абдел Рахманом, Ајманом ал Завахријем и другим следбеницима учења погубљеног Саједа Катеба. Тада у потпуности учвршћује ставове о неизбежности насилних револуција да се муслимански део света очисти од западњачких утицаја и да се сруше и арапске секуларне владе да би се успроставиле исламска државна уређења. Али, истовремено, нашао се на „црној листи“ египатског режима.

### У Саудијској Арабији
После доктората у Каиру 1973, Азам је добио место предавача на Универзитету Џеда у Саудијској Арабији пошто је краљ Фасал позвао шездесетих година позивао све наставнике из Сирије, Египта и Јордана.
У Саудијској Арабији је остао до 1979, а до тада је упознао и Осаму бин Ладена, тада још студента економије и пословног менанџемнта.

### У Пакистану и Авганистану
Година 1979. је била веома значајна за муслимански свет. Најпре је 16. јануара у Ирану свргнут и протеран шах Мохамед Реза Пахлави и основана је прва модерна исламска теократска држава под влашћу ајатоле Рухолаха Хомеинија. У марту је уследило потписивање мировног споразума Израела и Египта.
Већ 20. новембра је био неуспешан покушај исламске револуције у Ирану. Тада је око 200 верских радикала у Саудијској Арабији, оценивши да је краљевски двор у Ријаду подлегао западним утицајима, у знак протеста у време хаџилука запосело Велику џамију у Меки, највеће муслиманско светилиште. Двонедељни покушаји саудијске Гарде да насилно преузме џамију препуну ходочасника узетих за таоце, завршили су се акцијом специјалаца из Пакистана и Француске, али и тешким крвопролићем (250 жртава) и скрнављењем целог града у коме ислам најстроже забрањује насиље.
Саудијски режим је на трагедију одговорио репресијом, посебно против јавно познатих фундаменталиста. Јусуф Азам је избачен са универзитета и одлази у Пакистан да би био ближе џихаду који су у Авганистану били започели муслимански устаници против марксистичке владе, назвавши себе муџахединима.

## Подршка муџахединима
Војска Совјетског Савеза ушла је у Авганистан 25. децембра 1979. Шеих Азам је издао фатву „Одбрана исламских земаља је прва верска обавеза“ и јавно оценио да су борбе у Палестини и Авганистану већ постале општи џихад и да је убијање окупатора (независно које је вере) лична дужност сваког муслимана.
Одбио је место професора на Међународном исламском универзитету у Исламабаду и у Пешавару на авганистанској граници основао је МАК – Службу за подршку, с циљем да у рату против немуслимана и комуниста је прикупљао финансијску помоћ и организовао борбу.
Према писањима пакистанских медија Осама бин Ладен се, као богаташки син који је био спреман да практично помогне џихад, појавио у Пешавару 1981. године. У оквиру Канцеларије хадамат, он је Азаму био помоћник и ученик и бавио се обезбеђивањем путних и смештајних трошкова за добровољце, административним односима са пакистанским властима и другим логистичким пословима.
Притом, успостављена је и стална курирска и снабдевачка веза између Пешавара и територија Авганистана на којима су деловале исламске милиције блиске шеику Јусуфу Азаму. Осама је 1984. основао и специфичну институцију Баит ул-Ансар (Кућа помагача), која је најпре унапредила Азамове потенцијале за подршку долазећим „авганистанским Арапима“, а касније је представљала и темељ за формирање посебне милиције, односно мреже Ал Каида.
Користећи тактику асиметричног рата, авганистански покрет муџахединског отпора, показао се, упркос само лаком наоружању, као успешан у сузбијању изразито јаче војне силе Совјетског Савеза и званичне владе у Кабулу. Међутим, ни обимна помоћ коју су герилци, као брана совјетском експанзионизму, добијали од америчке агенције ЦИА, од влада Арабије, Кине, Ирана, Пакистана и неких европских земаља, није ујединила Авганистан. Процењивано је да су муџахедини деловали из чак 4.000 локалних база и да су имали исто толико команданата. После повлачења Совјета у фебруару 1989, настављен је грађански рат, који се завршио најездом талибана из Пакистана, а потом и њиховом доминацијом 1996. године.
Током година рата, шеик Азам се узалуд трудио да обједини све исламске борбене струје у Авганистану, али је, додуше, имао успеха на путовањима по Блиском истоку, Европи и САД, где је прикупљао финансијску помоћ и пропагирао џихад.
Процењено је да је Јусуф Азам, верујући да је Авганистански рат модел за почетак светске исламске револуције, организовао обуку за око 20.000 младића из бар 20 земаља, створивши високомотивисан и искусан кадар за стварање халифата. Његов слоган је био: „Само пушка и џихад; нема преговора, нема конферисања, нема дијалога!“

## Смрт
У новембру 1989. Азам и његова два сина убијени су мином на путу којим су ишли у џамију на Универзитету Пешавар, где је био духовни центар џихадиста. Совјети су се дотад већ били повукли, прилике су се биле промениле па је круг сумње за атентат обухватио и вође авганистанских милиција, пакистанску тајну службу, агенцију ЦИА, израелски Мосад, вођу египатских радикала Ајмана ал Завахрија, па чак и самог Осаму бин Ладена.
После смрти његова милитантна идеологија и упутства за формирање борбених одреда задржали су се неко време у акцијама фирме „Азам публикејшн“ из Лондона, која је себе описивала као независну медијску организацију. После 11. септембра 2001., интернет сајт је угашен, а Британци су ухапсили администратора Бабара Ахмеда и прети му изручење у САД где је оптужен за терористичку активност.